# Capilla de Nuestra Señora del Remedio
La capilla de Nuestra Señora del Remedio es un edificio religioso de la población de Moyá perteneciente a la comarca catalana del Moyanés en la provincia de Barcelona. Está situada en lo alto de una colina, cerca de un kilómetro de la población dentro la sierra del Quadrell. Hace la función de capilla del cementerio de dicha población. Es una ermita de arquitectura popular incluida en el Inventario del Patrimonio Arquitectónico de Cataluña y protegida como Bien Cultural de Interés Local.

## Historia
La capilla del Remedio, así como la cruz de término, fueron construidas en 1578, dentro del término de «El Saiol Condal» al pie del camino público que pasaba por allí. Los gastos de la obra estuvieron a cargo del presbítero Serpà Saiol, el cual pagó también la cruz. Actualmente la capilla funciona como iglesia del cementerio.

## Descripción

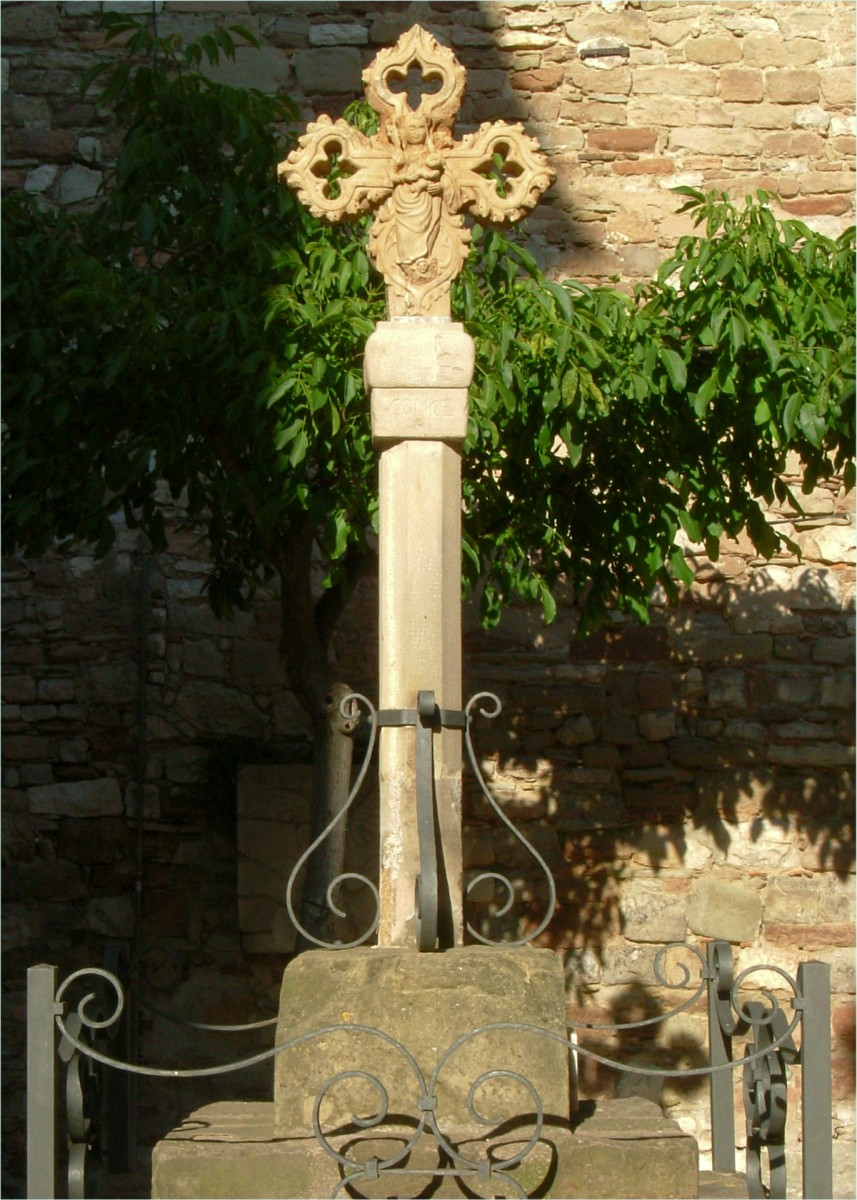
Cruz de término original de 1578.

Está situada muy cerca del cementerio del pueblo, ante el antiguo emplazamiento de la cruz de término original del siglo XVI -que hoy se encuentra junto a la iglesia parroquial de Moià-. Se trata de una pequeña capilla de nave única hecha de obra y cubierta por un tejado a dos aguas. El ábside es cuadrado. Tiene una pequeña sacristía al lado de levante. La fachada, encarada a la parte sur, presenta un portal rectangular enmarcado por dos semipilastras adosadas al muro y coronadas por un frontón triangular donde se encuentra una pechina de tipo renacentista. Encima del frontón, una losa de piedra recuerda la advocación y la fecha de edificación de la capilla: 1578.